# 조경달
조경달(趙景達, 1954년~)은 재일 한국인 역사가이자, 지바 대학의 교수이다.

### 공저
- (림철, 서경식) 『재일』에서 생각하는 20세기를 살았던 조선인」(야마토서방 , 1998년)
- (스다노쓰, 나카시마 히사토) “폭력의 지평을 넘어 역사학으로부터의 도전”(아오키 서점 , 2004년)
- (야스다 히로시) 「전쟁의 시대와 사회 러일 전쟁과 현대」(아오키 서점, 2005년)
- (구루시마 히로시) 「아시아의 국민 국가 구상 근대에의 투기와 갈등」(아오키 서점, 2008년)
- (야스다 죠오) '근대 일본 속의 ' 한국 병합 (도쿄도 출판 , 2010년)
- (구루시마 히로시) 「유라시아와 일본 교류와 표상 국민국가의 비교사」(유시사, 인간문화총서, 2010년)
- (미야지마 히로시, 이성시, 와다 하루키 ) 한국 병합' 100년을 묻는 '사상' 특집·관계 자료'(이와나미 서점, 2011년)
- “식민지 조선 그 현실과 해방에의 길”(도쿄도 출판, 2011년)
- (스다노쓰) “비교사적으로 본 근세 일본 “동아시아화”를 둘러싸고”(도쿄도 출판, 2011년)
- 『근대일 아침 관계사』(유시사, 2012년)

(하라다 게이치, 무라타 유지로, 야스다 죠오) *「강좌 동아시아의 지식인」전 5권(아리시사, 2013-14년)
- 『사쓰마・조선 도공촌의 400년』구루시마 히로시, 스다 노쓰코편 이와나미 서점 2014
- 『동아시아 근현대 통사 19세기부터 현재까지』 와다 하루키, 고토 겐이치, 기바 타 요이치, 야마무로 신이치, 나카노 사토시, 가와시마 마사키 2014